# Pterolophia bigibbosa
Pterolophia bigibbosa är en skalbaggsart som beskrevs av Stefan von Breuning 1970. Pterolophia bigibbosa ingår i släktet Pterolophia och familjen långhorningar. Inga underarter finns listade i Catalogue of Life.